# Shropshire (fromage)
Pour les articles homonymes, voir Shropshire et Shropshire (race ovine).
Le Shropshire est un fromage britannique inventé au cours des années 1970 par Andy Williamson, à Inverness en Écosse. 

## Histoire
Proche de la recette du Stilton, il s'agit d'un fromage bleu à pâte orange. Ses premiers noms commerciaux ont été Inverness-shire blue et Blue Stuart. Malgré son nom actuel, le Shropshire n'entretenait, au début, aucun lien avec le comté du même nom. La plupart se fabrique actuellement dans le Leicestershire et le Nottinghamshire alors que depuis 2010, la Shropshire Cheese Company élabore le fromage de manière fermière dans le comté.

## Description
Le fromage est fait de lait de vache pasteurisé avec une présure végétale. Le fromage est coloré avec du roucou.
Le Shropshire est plus crémeux que le Stilton avec 34 % de matières grasses.